# Flocage (imprimerie)
Pour les articles homonymes, voir Flocage.
Le flocage est un processus de dépôt de fibres très fines, le floc, sur une surface préalablement enduite d'une colle. Le terme peut également se référer à la texture produite par le procédé : un effet de daim, de feutre ou de velours sur la surface floquée.

## Histoire
La poussière de fibres, la tonture, est répandue sur des surfaces revêtues d'adhésif pour produire des revêtements muraux, les tontisses, en Allemagne au cours du Moyen Âge. En France, ils sont devenus populaires sous le règne de Louis XIV.

## Le floc
Le floc est constitué de fibres synthétiques ou naturelles finement coupées qui ressemblent à de minuscules poils. La longueur des fibres peut varier en épaisseur ce qui détermine l'apparence du produit floqué. Les fibres courtes produisent une surface veloutée, les fibres plus longues (jusqu'à 14 mm) ressemblent davantage à du poil.

## Technique
Le flocage est défini comme l'application de fines particules sur une surface préalablement encollée. De nos jours, cela se fait généralement par l'application d'un champ électrique à haute tension. Dans une machine de flocage, le floc a une charge négative, tandis que le support de réception est mis à la terre. Les fibres se dirigent dans le sens du champ électrostatique créé et se plantent dans la colle non sèche. Un certain nombre de différents substrats peuvent être floqués : tissus, papier, PVC.
Après séchage de la colle, un nettoyage final est à prévoir pour ôter les fibres excédentaires. En effet, on floque largement la pièce afin que toute la zone encollée soit couverte de floc. On utilise pour cela une brosse, de l'air comprimé ou un aspirateur industriel.
Une finition floquée confère un caractère décoratif et / ou fonctionnel à la surface. La variété des matériaux pouvant être appliqués sur de nombreuses surfaces par différentes méthodes de flocage, crée une vaste gamme de produits finis. Le processus de flocage est utilisé sur des articles allant des biens de consommation courants aux produits ayant des applications militaires de haute technologie.
Un flocage manuel, où le floc est simplement saupoudré, se fait dans certaines circonstances où le support ne peut pas être passé dans un champ électrique, par exemple sur les ongles en Nail Art. Dans les conditions particulières d'un arbre, on floque, à l'aide d'un spray, un blanc duveteux pour simuler la neige sur un sapin de Noël.

## Utilisation

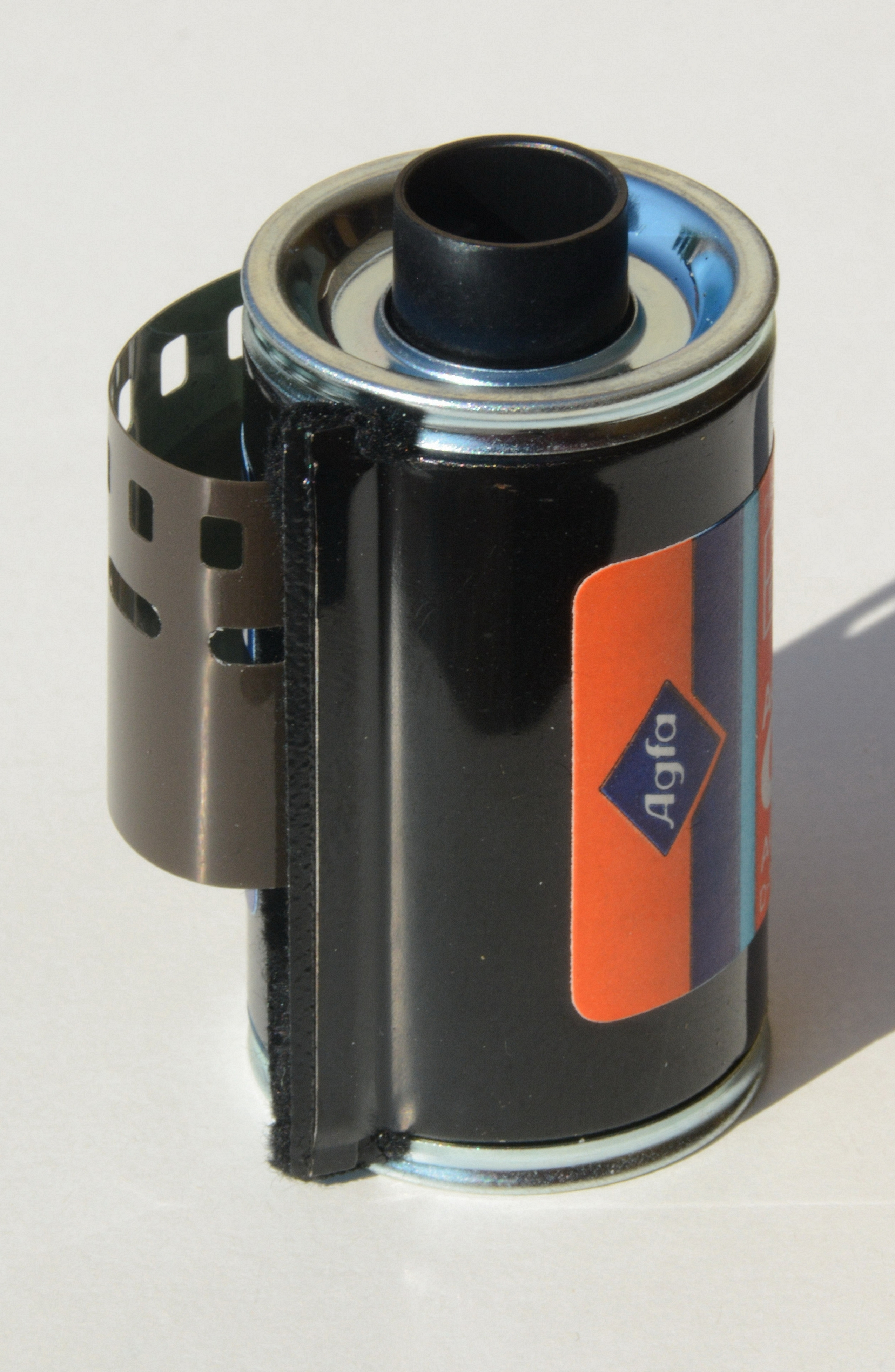
Flocage d'un film 35 mm empêchant la lumière d'entrer dans la cartouche

Les maillots de sport et les tee-shirts sont des supports portant souvent des flocages. Il existe diverses techniques de flocage dans le secteur textile. Elles vont de la sérigraphie (ici, la colle est alors une encre imprimée en sérigraphie avec flocage direct via procédé électrostatique) à l'impression numérique. Dans la méthode indirecte, le floc, préalablement collé sur un support intermédiaire, est fixé sur le textile par une presse à transfert.
On peut trouver du flocage sur des cartes pour simuler le pelage d’un animal ou sur un jouet. On peut en rencontrer sur des papiers peints, des objets décoratifs, des boîtes à bijoux, ou dans l'ameublement.
Le flocage est aussi utilisé dans l'industrie automobile. Les constructeurs l’utilisent à des fins décoratives, pour obtenir un effet de tapis, tel que sur les plages arrière des véhicules. Les voitures de rallye peuvent également avoir un tableau de bord floqué pour réduire le soleil se reflétant à travers le pare-brise.
Dans l'industrie photographique, le flocage est une méthode utilisée pour réduire la réflectivité des surfaces, y compris l'intérieur de quelques soufflets et pare-soleil. Il est également utilisé pour produire des passages étanches à la lumière pour les cartouches de film photographique argentique.

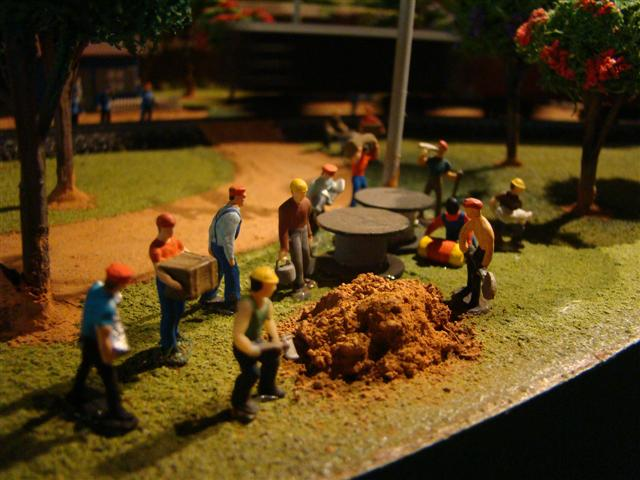
Flocage sur une maquette de la ville de Paulinia imitant une décoration en herbe

Encore un exemple, dans la construction de maquettes (architecture, modélisme ferroviaire), le floc appliqué donne une texture herbeuse à une surface pour offrir plus de réalisme.
Les artistes s'emparent à leur manière de la technique pour créer des œuvres originales. En 2008, une exposition à la Russell-Cotes Art Gallery & Museum (en) (Bournemouth, Dorset, Grande-Bretagne), Flockage: the flock phenomenon, explore l'utilisation du floc dans l'art, le design et la culture.